# Richard Ludwig (Rugbyspieler)

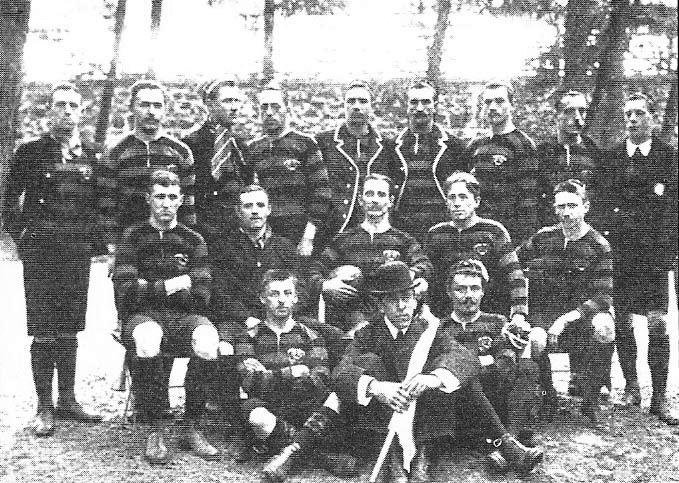
Das deutsche Team bei den Olympischen Spielen 1900
v. l. n. r. oben: Beiler (Ersatz), Poppe, R. Ludwig, Hofmeister, Latscha, Müller, Wenderoth, Stockhausen, Kreuzer
mitte: E. Ludwig, Reitz, Amrhein, Landvoigt, Herrmann
unten: Betting, unbekannt, Schmierer

Richard Ludwig (* 22. Mai 1877 in Frankfurt am Main; † 10. August 1946 in Königstein) war ein deutscher Rugbyspieler und Leichtathlet.

## Leben
Richard Ludwig wirkte wie sein Bruder Erich als Rugbyspieler beim Fußballclub Frankfurt mit. Dieser Verein stellte bei den Olympischen Spielen 1900 in Paris eine um zwei Stuttgarter erweiterte Rugbymannschaft, die am 14. Oktober 1900 ein Spiel gegen die französische Auswahl bestritt und mit 27:17 verlor. Weil der Wettbewerb durch das IOC offiziell dem Programm der Olympischen Sommerspiele 1900 zugerechnet wurde, werden die Mitglieder der Rugbymannschaft als Olympiazweite geführt. Ludwig wirkte am 4. November 1900 im ersten Rugby-Auswahlspiel Nord gegen Süd auf der Kasseler Carls-Aue in der Süd-Auswahl mit, die Nordauswahl gewann mit 11:3.
Richard Ludwig war auch als Leichtathlet unter anderem im Sprint und im Hochsprung aktiv, dort aber nicht so erfolgreich wie sein Bruder.